# Erlach (Weismain)
Erlach ist ein Weiler mit etwa 20 Einwohnern und ein Stadtteil von Weismain im oberfränkischen Landkreis Lichtenfels im Norden des Freistaates Bayern.

## Geografische Lage
Erlach befindet sich an der Weismain auf einer Höhe von 325 m ü. NHN im „Weismain-Taltrichter“ genannten Ausläufer des Kleinziegenfelder Tals. Der Stadtkern von Weismain befindet sich etwa 1,6 Kilometer nördlich. Die nächsten Ortschaften sind neben Weismain Kaspauer und Schammendorf.

## Geschichte
Erstmals erwähnt wurde der Ort im Jahr 1326 als „Erlin“. Weitere Schreibweisen sind mit „Erlein“ von 1419/20, „Erlech“ um 1450, „bey dem Erlach“ aus dem Jahr 1498, „Erlich“ im Jahr 1522 und „Merlach“ von 1827 überliefert.
Spätestens ab 1803 unterstand der Ort bis 1818 dem Landgericht und Rentamt Weismain. Als Folge der Gemeindenbildung in Bayern nach der Verabschiedung der Zweiten Verfassung des Königreich Bayerns gehört Erlach seit 1818 zur Stadt Weismain. 1961 wurden 722 Münzen, die auf etwa 1450 datiert werden konnten, in einem Feld bei Erlach gefunden.

### Einwohnerentwicklung
Die Tabelle gibt die Einwohnerentwicklung von Erlach wieder. 
| Jahr | Einwohner | Quelle: |
| ---- | --------- | ------- |
| 1833 | 38        | [ 5 ]   |
| 1987 | 22        | [ 6 ]   |
| 2013 | 28        | [ 7 ]   |
| 2015 | 21        | [ 8 ]   |
| 2018 | 20        | [ 1 ]   |

## Etymologie
Zuerst entstand der Ortsname in der Form „Erlīna“ als Beschreibung der umliegenden Gegend, die Erlenbewuchs aufwies.  Der Name stammt entweder vom althochdeutschen erila oder vom mittelhochdeutschen „erle“. Um 1450 dürfte eine Angleichung an andere Orts- und Flurnamen stattgefunden haben (wie anderorts  Eichig → Eichach), so dass der Name Erlach auftauchte. Dieser ist mittelhochdeutsch und bedeutet Erlengebüsch.
In der örtlichen Varietät des oberfränkischen Dialekts lautet der Ortsname [ˈmḝį.lįχ] oder [ˈmḝ.lįχ], sprich määilich bzw. määlich.